# Dobbeltradet
Inden for beklædning refererer dobbeltradet (nogle gange omtalt som toradet) til en jakke, frakke eller vest med et bredt overlappende forstykke med to parallelle rækker af knapper eller spænder til forskel fra en enkeltradet frakke eller jakke, som har et smallere overlap og kun én række knapper. I de fleste moderne dobbeltradede frakker og jakker er den ene række knapper blot dekorative, mens den anden bruges til at knappe med. For at styrke lukningen findes også en knap på indersiden af jakken kaldet en jigger eller ankerknap.

## Anvendelse
Jakker og blazere har en til fire rækker knapper (som hver har to knapper), hvoraf en eller to af rækkerne bruges. Hver fastgørelsesmetode bliver refereret til med et "nummer-på-nummer"-terminologi; det første tal referer til antallet af knapper, og det andet er antallet af knapper, der knappes. 6×2 og 6×1 er de mest normale konfigurationer. Hvis jakken er 6×1 er det mest normalt at knappe den midterste knap. Stilistisk har dobbeltradede jakker normalt et spidst revers og fastgøres med venstre revers over højre revers for herrejakker.
Overtøj som sømandsjakker og trenchcoats er traditionelt dobbeltradede; den enkeltradede version er en civil fortolkning af den militære mode. På grund af den dobbeltradede jakkes konstruktion, anbefales det normalt ikke at den bæres åben, modsat den enkeltradede jakke, som godt kan bæres uden at knappe den. På grund af den store mængde overlappende stof i en dobbeltradet jakke vil dette glide til side, når den ikke knappes, hvilket giver et sjusket udtryk. Der findes dog formelle jakker, som er designet til at bæres uknappede med en vest, hvilket inkluderer kjole og hvidt.
Dobbeltradede veste bæres især til jaket.

## Historie
Den originale dobbeltradede jakke har seks knapper, hvor de tre bruges til at lukke den med. Den har sin oprindelse fra den maritime sejlerjakke. Selvom seks knapper er det mest normale findes der også konfigurationer med kun fire knapper. Fire-knaps dobbeltradede jakker hvor den lukkes med den nederste knap kaldes "Kent" efter hertugen af Kent populariserede typen.
Toradede jakkesæt var populære fra 1930'erne til sent i 1950'erne og igen fra midt 80'erne til midt 90'erne. I dag er dobbelradede jakker ikke længere så populære, og de fleste konfektionsjakkesæt bliver produceret med en enkelt række knapper. Flere mærker som Joseph Abboud og Ralph Lauren fremstiller dem dog stadig, og ligeledes gør skræddere som Thomas Mahon. Det er også forsøgt at relancere den dobbeltradede jakke som tøj til unge mennesker i Europa og USA i et et smallere og mere moderne snit